# List w butelce
List w butelce (ang. Message in a Bottle) – amerykański film fabularny (melodramat) z 1999 roku, w reż. Luisa Mandokiego z Kevinem Costnerem, Robin Wright Penn i Paulem Newmanem w rolach głównych. Film powstał na kanwie wydanej w 1998 powieści Nicholasa Sparksa Message in a Bottle. Światowa premiera filmu odbyła się 12 lutego 1999 roku, a do polskich kin trafił on 18 czerwca 1999.

## Opis fabuły
Theresa Osborne pracuje jako redaktor w chicagowskiej gazecie. Podczas podróży do Cape Cod znajduje intrygujący list miłosny bliżej nieznanego Garreta do ukochanej Catherine. List włożony był do butelki, którą przyniosła woda. Do rąk dziennikarki trafiają jeszcze dwa inne listy podpisane przez Garreta Blake'a, szkutnika żyjącego w Północnej Karolinie wraz ze swym ojcem.
Teresa poznaje Garreta, ale nie wyjawia mu, iż czytała jego listy. Bohaterów w ich codziennym życiu dzieli ogromna odległość. Garret bardzo przeżywa śmierć Catherine.
Podczas wizyty w Chicago Garret odnalazł pisane przez siebie listy na biurku dziennikarki. Postanowiła ona bowiem wydać w odcinkach opowieść o "Liście z butelki", nie wymieniając jednak imion i nazw miejscowości znanych z poznanej przez siebie historii. Rozgniewany szkutnik powrócił do rodzinnej miejscowości.
Jakiś czas później ojciec Garreta dzwoni do Teresy, informując ją, iż syn zginął na morzu ratując żeglarzy. W jego łodzi odnaleziono butelkę z listem. Teresa zrozumiała, iż list został napisany w nocy przed tragicznymi wydarzeniami na morzu. W liście Garret przeprasza ukochaną Catherine: w Teresie odnalazł nową miłość, o którą postanowił walczyć.

## Obsada i ekipa

### Obsada
- Kevin Costner: Garret Blake
- Robin Wright Penn: Theresa Osborne
- Paul Newman: Dodge Blake
- John Savage: Johnny Land
- Illeana Douglas: Lina Paul
- Robbie Coltrane: Charlie Toschi
- Jesse James: Jason Osborne
- Bethel Leslie: Marta Land
- Tom Aldredge: Hank Land
- Viveka Davis: Alva
- Raphael Sbarge: Andy
- Richard Hamilton: Chet
- Gregg Trzaskowski: Przyjaciel Johnny'ego
- Lance Gilbert: Mężczyzna w łodzi
- Caleb Deschanel: Mężczyzna w B&B